# Kepler-24 d
Kepler-24 d est un Jupiter chaud, orbitant autour de son étoile hôte située à environ 3 773 années-lumière (1 156,81 pc) de la Terre avec une magnitude apparente de 15,04.

## Caractéristiques physiques
L'exoplanète se distingue par sa masse modérée de 0,92 MJ, son rayon compact de 0,15 RJ et sa température extrême de 1305 K.

## Orbite
Elle orbite à 0,05  unités astronomiques de son étoile, une distance comparable à celle de Mercure dans le système solaire.

## Découverte
L'exoplanète a été découverte par la méthode du transit en 2014.

## Habitabilité
Les conditions d'habitabilité de cette exoplanète ne sont pas déterminées ou ne sont pas connues.